# Alf Ackerman
Alfred Arthur Eric Ackerman, plus connu sous le nom d'Alf Ackerman (né le 5 janvier 1929 à Pretoria à l'époque en Union d'Afrique du Sud et mort le 10 juillet 2007 à Dunnottar), est un joueur de football sud-africain qui évoluait au poste d'attaquant, avant de devenir ensuite entraîneur.

## Biographie

### Carrière de joueur
Alf Ackerman joue principalement en faveur des équipes de Hull City, Norwich City, Carlisle United, et Millwall.
Il dispute un total de 405 matchs en championnat, inscrivant 217 buts.

## Palmarès
Carlisle United
- Championnat d'Angleterre D3 :
  - Meilleur buteur : 1957-58 (31 buts).